# Personatges d'El Internado
Article principal: El internado

## Professors i treballadors de La Laguna Negra
- Héctor de la Vega (Luis Merlo): és el director de l'internat Laguna Negra a l'inici de la sèrie, i a poc a poc es va coneixent del seu passat. Quan era nen, es deia Samuel Espí Lázaro (Guillermo Campra) i vivia a l'orfenat Laguna Negra abans de ser tancat. Quan uns descobriments en els passadissos van posar la seva vida en perill, Jacinta el va donar en adopció a una família i es va passar a dir Héctor de la Vega. De gran, adquireix l'edifici com a internat per poder aconseguir trobar la seva germana, Irene. Té una relació amb Elsa, amb qui es casa, però se separen poc temps després. Té una malaltia desconeguda i necessita diners per poder-se medicar. Quan coneix a Lucía, mentre mantenen una relació, s'assabenta que la malaltia és a causa d'un virus amb què es va contagiar quan era nen. Hugo descobreix la seva identitat i el segresten als passadissos per provar una màquina que curi la malaltia, tot i que tothom es pensa que s'ha mort. Després d'un temps atrapat i sense poder-se comunicar, aconsegueix sortir i retrobar-se amb la seva germana i els seus nebots Marcos i Paula.
- Elsa Fernández Campos (†) (Natalia Millán): a l'inici de la sèrie és la cap d'estudis del Laguna Negra i quan Héctor dimiteix, passa a ser la directora. És la filla de Joaquín, l'amo de l'antic orfenat. Té una relació amb Héctor i es casa amb ell quan es queda embarassada de bessons. El seu matrimoni amb Héctor es trenca quan ell descobreix que l'ha enganyat amb Pedro. Pateix un avortament que li impedeix quedar-se embarassada de nou, i tot coincideix quan es troben a la porta de l'internat el petit Samuel, i decideix adoptar-lo. Té també una relació amb Jacques Noiret, però el deixa quan ell li pega. A les darreres temporades va descobrint la veritat sobre l'internat que el seu pare li havia amagat sempre i lluita per evitar la propagació del virus. Finalment mor infectada pel virus abans d'haver aconseguit la cura definitiva i sense haver-se pogut prendre cap medicació.
- Jacinta García Aparicio (Amparo Baró): és la governanta de l'internat i ja hi treballava quan era un orfenat. Quan era jove (interpretada per Carolina Lapausa), va tenir relacions amb el pare d'Elsa i va tenir una filla (Verónica) de qui mai se'n va poder fer càrrec. Va estar involucrada en robatoris de nens que eren donats en adopció amb noms falsos. Va ajudar a Samuel Espí a escapar de l'orfenat per salvar-li la vida. Quan l'orfenat va tancar va estar un temps vivint al carrer fins que Héctor la va trobar i li va proposar tornar al Laguna Negra. Va ser acusada d'un assassinat relacionat amb el robatori de nens, però va ser declarada innocent. Té problemes de salut durant la primera temporada. Durant un temps el seu net viu a l'internat després de la mort de la seva filla en un accident, però el treu d'allí per evitar que el seu avi, Joaquín, li pugui arribar a fer mal. La seva relació amb Elsa va millorant al llarg de la sèrie. També té molt bona relació Paula i Evelyn, igual que amb María.
- María Almagro (Marta Torné): és la dona de la neteja del Laguna Negra. Arriba allí després d'escapar-se d'un psiquiàtric per buscar el seu fill, que el va tenir amb 13 anys (interpretada per Andrea Ros) i el seu xicot li va robar per vendre'l a una família rica. Descobreix que és Iván Noiret. Jacques no li posarà mica fàcil per acostar-s'hi a ell. Al principi rep el seu menyspreu, però passat el curs finalment el recupera. Al principi de la sèrie sent atracció per Héctor, però s'acaba enamorant de Fermín, qui l'ajuda a sortir del manicomi la segona vegada que la fan ingressar en contra de la seva voluntat. Aconsegueix fer un casament amb ell abans que puguin sortir de l'internat i perdre'l per sempre.
- Fermín de Pablo (†) (Raúl Fernández): és el cuiner de l'internat. El seu nom real és Carlos Almansa i és d'origen jueu. Va estar a la presó i entra a l'internat sota les ordres de Saúl per recuperar un tríptic de El Bosco i un ou de Fabergé que va robar l'home que va matar el seu pare. Està enamorat de María des del primer moment, tot i que la seva relació passa per moments difícils a causa de les seves contínues tasques de lluita, juntament amb Rebeca, per desfer el Projecte Géminis i salvar a la gent del Laguna Negra de la mort a causa d'un virus. A la darrera temporada demana a María per casar-se a l'internat. En el darrer capítol es mor en mans del Tinent Garrido durant la fuga de l'internat. Té temps d'acomiadar-se de María, Iván i Julia.
- Amelia Ugarte Roldán (†) (Marta Hazas): és la professora de primària del Laguna Negra. Té una relació sentimental amb Pedro al principi de la sèrie, i més endavant amb Marcos. És filla d'un nazi que va escapar de la Segona Guerra Mundial i està col·laborant amb el Projecte Géminis a canvi que el seu germà, Fernando, rebi la medicació per combatre el virus de què s'ha infectat. Marcos la deixa quan descobreix que era espia d'Ottox. Descobreix que s'ha quedat embarassada i segueix a l'internat perquè la vida del seu fill corre perill. L'acaba perdent després d'haver-se assabentat que no era de Marcos, ni tan sols d'ella perquè l'havien inseminat artificialment. Deixa de col·laborar amb Géminis, però és assassinada per Hugo quan està a punt de trobar les medicines que han de subministrar a tota la gent de l'internat infectada pel virus.
- Camilo Belmonte (†) (Pedro Civera): és el professor de llatí. D'origen alemany, quan era nen va arribar a l'orfanat portant una carpeta amb tota la informació del Projecte Géminis (el seu nom era Helmuth von Hammer). Està col·laborant amb Ottox i vigila a Sandra Pazos durant el segrest en els passadissos. Experimenta amb el petit Samuel. En una trampa que tendeix a Fermín i a Rebeca a l'ermita, s'acaba cremant tot el cos. A l'internat es pensen que s'ha jubilat, però aconsegueix sobreviure i està tot desfigurat pel bosc buscant venjança contra Ottox per haver-li girat l'esquena i robant calmants que a l'internat desapareixen misteriosament. A la darrera temporada torna a segrestar a Sandra Pazos i la té a una cova. En l'última sortida, abans de morir es troba a Marcos i li diu on està la seva mare.
- Pedro Camacho (†) (Eduardo Velasco) (Temporades 1-4): és el professor d'eduació física i millor amic d'Héctor. Està enamorat d'Elsa, tot i que durant un temps surt amb Amelia, ella el deixa perquè es veu amb Elsa en secret. Està gelós per la bona relació entre Elsa i Noiret, i comença a beure més del compte. Una nit descobreix a Camilo i a Noiret desenterrant un cadàver (el de Mateo). Intenta dir-ho a Elsa però no el creuen. El projecte Géminis el fan caure en una trampa: manipulen els frens del seu cotxe i després de patir un accident, la policia el deté per trobar en el maleter a Mateo mort. L'acusen d'assassinar-lo i més endavant el maten presumptament els d'Ottox, fent creure a Héctor i Elsa que s'ha suïcidat.
- Jacques Noiret (Carlos Leal) (Temporades 1-6): és el pare adoptiu d'Iván i ha arribat a estar a la presó per maltractar les seves ex parelles. Té molt mala relació amb el seu fill. Es fa membre de la junta directiva de l'internat i més endavant serà director. Està implicat en el projecte Géminis i ha comès diversos assassinats: Valentina (la mare adoptiva d'Iván) i Cayetano, entre d'altres. Va tenir una relació amb Lucía i és el pare del seu fill, Tomás. També va tenir una relació amb Elsa, però li arriba a pegar i ella el deixa i el fa dimitir de director. Mentre Iván i els seus amics estan infectats amb el virus, és ell qui els proporciona la medicació i s'encarrega de fer desaparèixer el cadàver de Carolina. Quan Ritter Wulf li mana matar a Ivan i es nega, desapareix del Laguna Negra i va a parar a un centre psiquiàtric.
- Mateo Tabuenca (†) (Alejandro Botto) (Temporades 2-4): professor de física i matemàtiques. Té una enorme cicatriu a l'esquena provocada per un accident. En una ocasió que Vicki entra a la seva habitació per robar un examen, troba una foto del professor juntament amb Cristina Palacios, una noia del seu barri que va desaparèixer misteriosament. Quan ho conta als seus amics, investiguen i descobreixen que l'associació Géminis la van eliminar. Mateo està sota les ordres de Camilo. Marcos i Iván el segresten quan els descobreix regirant la seva habitació. Camilo decideix desfer-se'n d'ell perquè l'han descobert i l'enterra viu perquè es produeixi la mort amb una pastilla letal. Poc després és desenterrat i fan veure que el va matar Pedro.
- Nora Díez (†) (Mariona Ribas) (Temporada 3): entra com a professora d'història al Laguna Negra, però realment està infiltrada sota les ordres de Saúl per comprovar que Fermín està complint amb les seves obligacions dins de l'internat. Quan descobreix a Sandra Pazos als passadissos, aconsegueix alliberar-la, però rep un tret a l'estómac i abans de morir té temps de dir a Fermín i al vell on està Sandra Pazos.
- Martín Moreno (Ismael Martínez) (Temporades 4-7): arriba a l'internat amb el seu fill Lucas, amb una nova identitat, ja que el seu nom real és Emilio Galván. Està fugint de Silvana, la seva exdona i també està investigant sobre el seu passat a l'orfenat després de saber que va ser robat per ser venut a una família (el seu nom a l'orfenat era Guillermo Álvarez). Sap que Jacinta va estr implicada en el tràfic de nens. Mata a Joaquín Fernández clavant-li un tornavís a l'esquena quan intentava salvar la vida a Jacinta i l'enterra sense que ningú ho sàpiga. Abans d'arribar al Laguna Negra, era amic de Sandra Pazos i junts havien estat investigant sobre els objectius del projecte Géminis a una illa grega. Treballa a l'internat com a professor i de física i més endavant és cap d'estudis. Quan tots estan infectats arriben a sospitar d'ell sobre els boicots realitzats, però demostra la seva innocència i ajuda a la fugida de tota la gent del Laguna Negra. Té una relació amb Rebeca.
- Rebeca Benaroch (Irene Montalà) (Temporades 5-7): arriba a l'internat com a professora d'història. Té el poder especial de poder veure el passat més fosc d'una persona quan la toca. Es dedica a caçar nazis i col·labora amb Fermín en les missions més arriscades. S'enamora de Martín, tot i que en un principi no té molta confiança amb ell, la relació segueix endavant. No s'arriba a infectar amb el virus, i quan l'internat està en quarantena, s'infiltra juntament amb Fermín a la zona militar per rescatar al creador de la màquina. És descoberta i queda segrestada per Hugo, però quan aconsegueix ser alliberada deté als nazis que encapçalaven el projecte Géminis.
- Lucía García (†) (Lola Baldrich) (Temporades 5-7): es posa a treballar com a doctora del Laguna Negra. Està sota les ordres d'Ottox. De petita va estar a l'orfenat i es deia Marta Hernández Velasco, una de les quatre superdotades que després va ser adoptada per un matrimoni nazi. Quan ho descobreix vol deixar el projecte, però li injecten el virus perquè continuï investigant. Té una relació amb Héctor i sap que segueix viu. Té un fill, Tomás, que va néixer de la seva relació amb Jacques Noiret. El nen té la malaltia de Ghunter i no li pot donar la llum del sol. Quan veu que li han intentat fer mal, el porta lluny de l'internat. Mentre estan en quarantena intenta ajudar tot el possible a trobar medicines o a fabricar-les, però quan els militars la subornen de tornar a veure el seu fill si surt d'allí, desapareix. Tothom pensa que els ha traït, però la veritat és que l'han matat i ho saben a l'últim episodi a través d'una gravació en el mòbil de Roque.
- Hugo Alonso (†) (Javier Ríos) (Temporadas 5-7): arriba com a professor d'educació física. Havia estudiat al Laguna Negra i també és llicenciat en bioquímica. Resulta ser un dels principals dirigents del projecte Géminis i fins i tot dona ordres a Noiret en les accions que porta a terme. Té un germà bessó, Daniel, que de petits els van estar preparant i finalment a Ottox el van triar a ell com a dirigent de l'associació. És qui reté a Héctor quan descobreix que és Samuel Espí. Mata al seu germà quan està a punt de dir la veritat a Martín. També assassina Amelia perquè no arribi a les medicines. El tenen retingut però s'escapa i s'estableix en el campament militar per dirigir totes les operacions a l'internat que està en quarantena, sense aconseguir els seus objectius. Durant la fugida del Laguna Negra, hi entra dins per recuperar la màquina de radiacions, però durant un enfrontament amb Iván acaba morint cremat.
- Alicia Corral (Cristina Marcos) (Temporades 6-7): s'incorpora com a professora de filosofia, però en realitat és una policia que s'ha infiltrat per investigar la desaparició d'uns ex alumnes, de Camilo i l'assassinat del pare d'Elsa. Descobreix que Martín va ser el culpable, però no el pot treure d'allí perquè coincideix amb la quarantena. Troba a Sandra Pazos amb el petit Samuel. Aconsegueix tornar el nen a l'internat, però quan torna de buscar ajuda per rescatar a Sandra del cotxe que havia xocat, ja no hi és. És una de les principals encarregades de buscar els medicaments pels passadissos on descobreix que molts esfondraments han estat provocats. També demostra que Amelia ha estat assassinada. Col·labora en l'evacuació de l'internat a l'últim episodi. Abans s'havia emportat tots els documents que culpaven a Ottox i deté al tinent Garrido.
- Clara Sáez de Tejada (†) (Natalia López) (Temporades 6-7): arriba com a professora de ball. Treballa amb el projecte Géminis i és qui va segrestar a Sandra Pazos a Grècia. Rep ordres d'Hugo de matar a Alicia per haver trobat el cadàver d'Hugo. Alicia descobreix moltes identitats falses d'ella. Dies després, arriba a l'internat per estar a la sala dels infectats pel virus. S'intenta suïcidar quan descobreix que està embarassada. Després d'haver sortit de l'habitació aïllada, segueix les ordres d'Hugo i com es pensen que és ella qui està infiltrada per fer boicot, la fan anar i a la sortida de l'internat, Hugo la mata, després que ella li preguntés si no li importava matar el seu fill que ella portava dintre.
- Antonio (Manuel Jurado): és l'encarregat de cuidar els boscs del Laguna Negra. Va ser qui va trobar mort a Cayetano. El seu nebot, Manuel, va ser el primer mort a causa del virus a la cinquena temporada. Tenia un gos, Gustavo, que va ser atacat mortalment pel llop de Camilo. És qui fa la caixa per emportar-se el cadàver d'Amelia. Ajuda en les excavacions dels passadissos i a l'últim episodi aconsegueix fugir amb la resta de la gent.
- Arturo (Damián Alcolea): bidell de l'internat, encarregat de repartir el correu. És un dels primers infectats amb el virus i ajuda a Fermín mentre estan dins la sala aïllats. A l'últim episodi fuig amb tots els de l'internat.
- Alfonso Ceballos (†) (Paco Merino) (Temporada 1): és professor d'història, però al primer episodi de la sèrie és despatxat de l'internat pel seu estrany comportament. Abans adverteix a les alumnes que aquell lloc és perillós. Està portant a terme una investigació als passadissos per arribar a la veritat i és assassinat. Abans havia visitat a Sandra Pazos per dir-li la veritat sobre el seu passat.
- Toni Fernández (†) (Alejandro Casaseca) (Temporada 4): va ser xicot de María quan eren adolescents i és el pare biològic d'Iván. Arriba al Laguna Negra buscant a María i es queda treballant de manteniment. Iván li dona accés a la caixa forta de casa seva a canvi d'informació i ell comença a fer xantatge a Noiret a canvi d'una carpeta del projecte Géminis com a venjança perquè en lloc de vendre al seu fill li van robar. Mor per salvar la vida a Iván d'un tret del padrastre de Julia, dient-li abans que María és la seva mare.

## Alumnes de La Laguna Negra
- Marcos Novoa Pazos (Martiño Rivas): arriba a l'internat al primer episodi amb la seva germana Paula després que els seus pares hagin desaparegut misteriosament a la mar. Comença a veure's involucrat en les investigacions per uns cadàvers trobats en uns passadissos i unes nenes òrfenes superdotades, una de les quals és idèntica a Paula. Des d'un principi se sent atret per Carolina i tenen una breu relació. Més endavant està amb Amelia, a qui deixa per estar col·laborant amb Ottox i torna amb Carolina. És infectat amb el virus després d'haver descobert totes les maniobres d'un grup nazi que tenien segrestada a la seva mare. Després de la mort de Carolina, mentre vol saber qui la va matar comença a tenir un apropament amb Amaia, fins que a l'últim episodi veu que es vol emportar la seva germana. Aconsegueix alliberar-la i surten de l'internat on de seguida es torna a trobar amb la seva mare.
- Iván Noiret León (Yon González): porta a l'internat d'ençà que el van obrir quan era petit. Al principi de la sèrie està sortint amb Carolina i la seva relació amb Marcos és molt dolenta. Descobreix que el seu pare el va comprar a uns drogoaddictes per ocultar a la seva mare que el vertader fill s'havia mort. Es fa amic de Marcos quan l'ajuda en una ocasió que dispara a un home per salvar a María. Quan Toni li diu que María és la seva mare i triga un temps a creure-s'ho, justament quan s'adona que l'han infectat amb el virus. S'acaba enamorant de Julia. La relació passa bons moments i altres de més dolents. La deixa quan veu que la medicació li fa perdre la memòria com a efecte secundari. És el primer a qui sotmeten a les radiacions que finalment el curen de la malaltia. Durant la fugida de l'internat té una lluita a mort amb Hugo, de la que surt viu i marxa per començar una nova vida juntament amb la seva mare, María i la seva xicota, Julia.
- Carolina Leal Solís (†) (Ana de Armas) (Temporades 1-6): és filla d'una actriu, procedent de Canàries i fa temps que està a l'internat. Al principi de la sèrie està sortint amb Iván però l'arribada de Marcos fa que l'acabi deixant. Està intrigada amb el que diu Alfonso al primer episodi i això fa que vulgui investigar tot el misteri dels passadissos fins a saber tota la veritat. Només una vegada abandona les investigacions sobre les òrfenes superdotades per rebre amenaces de fer mal a la seva mare. Sent cels quan Marcos està amb Amelia i en cap moment se'n refia d'ella. La seva relació amb Marcos travessa una gran crisi quan ell no la deixa anar a veure a la seva mare morir per evitar estar molt temps sense prendre la medicació del virus. Quan s'assabenta que entre els seus amics hi ha un traïdor, fa tot el possible per esbrinar-ho, però l'empenyen de manera que cau d'una finestra i és enterrada viva. Mor en braços de Marcos sense poder-li dir qui la va matar.
- Victoria Martínez González (Elena Furiase): la seva família té una fruiteria i fa temps que estudia a l'internat perquè té una beca. Té gran habilitat en el maneig d'ordinadors i sempre que han d'accedir a qualsevol arxiu per investigar qualsevol cosa se n'encarrega ella. És bastant previnguda i tot i que sempre col·labora amb els seus amics no para d'advertir el perill que estan corrent. Al principi de la sèrie li agrada Iván, però més endavant comença a sortir amb Nacho durant un temps que està allunyada de les investigacions, fins que Nacho es mor i ella és infectada. És la millor amiga de Carolina, i més endavant es fa amiga de Julia. En canvi, mai li arriba a caure bé Amaia, i a l'últim episodi amb un cop de pala li provoca la mort. Aconsegueix escapar amb la resta de l'internat.
- Roque Sánchez Navas (†) (Daniel Retuerta): està a l'internat d'ençà que es va obrir. No és gaire bon estudiant. Era el millor amic de Cayetano i d'Iván. Li agrada Julia i això li ha arribat a provocar més d'un enfrontament amb Iván. Participa en les investigacions amb els seus amics, i quan intenta esbrinar més informació sobre les morts produïdes pel virus descobreix que ell anava a ser el proper infectat, i és quan decideix col·laborar amb el projecte Géminis a canvi que no el matin. Quan Carolina està a punt de saber la identitat del traïdor, li dona una empenta que la fa caure des d'una finestra de l'últim pis, i l'enterra viva pensant que l'ha mort. Com que no sobreviu, intenta ocultar com pot als seus amics que l'assassí de Carolina és ell, fins i tot quan Noiret ja l'ha infectat. Aconsegueix una pistola subornant a un vigilant de la reixa. Quan finalment se sap tota la veritat, tothom li gira l'esquena i durant una nit que veu que Garrido el descobreix espiant mentre estava enterrant a Lucía, el persegueix i l'escanya fins que es mor. Després el penja en un arbre perquè es pensin que s'ha suïcidat, sense saber que ho ha gravat tot en un mòbil.
- Julia Medina Jiménez (Blanca Suárez) (Temporades 2-7): arriba a l'internat després d'haver tingut relacions amb el xicot de la seva mare en un intent per allunyar-los. Anteriorment havia estat en un centre psiquiàtric per assegurar que podia veure l'esperit del seu pare mort. Durant l'estada a l'internat torna a veure alguns esperits: el de Cayetano, el de Valentina (la mare adoptiva d'Iván) i el d'Eva Wulf. Cada vegada està més implicada en les investigacions de la resta del grup, sobretot quan descobreix que el seu pare era l'advocat de la mare de Marcos i l'assassinat va estar relacionat amb Ottox. La seva relació d'odi amb Iván s'acaba transformant en atracció i més endavant en un enamorament molt intens. És ella qui troba el mòbil de Roque gràcies al qual aconsegueixen sortir tots els de l'internat sans i estalvis. Acaba amb Iván i María, després que s'acomiadi d'ella el fantasma de Fermín.
- Cayetano Montero Ruiz (†) (Fernando Tielve) (Temporades 1, 3): està a l'internat d'ençà que era petit, és el millor amic de Roque i Iván i està secretament enamorat de Vicki. Participa amb els seus amics en les investigacions sobre els misteris dels passadissos fins que és assassinat per tenir en possessió el mòbil de Carol, que tenia informació important. Tot i que a la direcció de l'internat volen fer veure que va morir per sobredosi, els seus amics mai ho creuen. Quan el seu esperit es comunica amb Julia, aconsegueix fer saber qui el va matar: Noiret.
- Amaia González (†) (Nani Jiménez) (Temporades 6-7): arriba a l'internat durant el segon curs. És molt bona estudiant i ajuda a Lucía a atendre els malalts. Després de la mort de Carolina passa a compartir habitació amb Vicki i Julia. Durant un temps té por de Curro, un infectat de la sala dels malalts que la va intentar violar. Li agrada Marcos, però ell no li correspon. En el penúltim episodi es descobreix que havia entrat d'infiltrada i és neta de Theodora Rauber, una de les nazis supervivents. Mata al fabricant de la màquina i durant l'evacuació de l'internat s'intenta emportar a Paula com a part del projecte Géminis. Mentre Marcos l'està perseguint, rep un cop de pala de Vicki i en la caiguda es clava una injecció letal.
- Rubén Bosco (José Ángel Trigo) (Temporades 6-7): alumne de l'internat a partir del segon curs, no té molt bona relació amb el grup, especialment amb Iván que li diu "caracartón". Segueix les ordres d'Hugo en algunes ocasions, i quan s'està expandint utilitza el virus com a excusa a canvi de poder sortir de l'internat; fins i tot copeja a María quan és descobert. Quan Hugo desapareix, decideix organitzar la fugida ell, emportant-se a Paula per donar-la a canvi de la seva llibertat, però l'enxampen i queda retingut fins al dia de l'evacuació de tothom.
- Nacho García Vallejo (†) (Jonás Beramí) (Temporada 5): és el xicot de Vicki durant un temps que ella no vol participar en les investigacions dels seus amics. Un dia de sobte li diuen que ha marxat amb uns familiars, però després de descobrir que realment ha estat la següent víctima del virus, el van a buscar als passadissos. Quan el troben, mentre està agonitzant diu a Vicki i a Carol que hi ha un traïdor en el grup, i tot seguit mor.
- Paula Novoa Pazos (Carlota García): és la germana de Marcos. Quan arriba a l'intertat, el seu germà procura que no sàpiga exactament el que ha passat als seus pares per intentar mantenir la seva innocència. La seva millor amiga és Evelyn i al llarg dels episodis va descobrint coses que passen al centre i ella ho interpreta tot de manera ingènua. Té un alt coeficient intel·lectual i realment la desaparició dels seus pares és per tenir-la a l'internat com a objecte d'estudi per ser una còpia idèntica d'Eva Wulf i de la seva mare. L'alteren genèticament de manera que és immune a ser infectada. Va descobrint la veritat i comença a tornar-se més desconfiada. A l'últim episodi Amaia se la vol emportar per considerar que pertany al projecte Géminis, però el seu germà aconsegueix rescatar-la i es torna a trobar amb la seva mare.
- Evelyn Pons (Denisse Peña): és la millor amiga de Paula. Protagonitza juntament amb ella totes les entremaliadures al llarg de tots els episodis. Durant la sèrie els seus pares se separen perquè ell se n'ha anat amb la secretària "dels pits de silicona" i més endavant s'assabenta que tindrà un germanet, i no s'ho pren molt bé. Li agrada Lucas i fa el possible perquè sigui el seu xicot. A l'últim episodi aconsegueix sortir de l'internat com tothom i conèixer a la mare de Paula, de qui havia sentit parlar tant.
- Lucas Moreno (Javier Cidoncha) (Temporades 4-7): és el fill de Martín i el seu nom vertader és Lucas Galván Yerena. Arriba a l'internat amb el seu pare perquè estan fugint de la seva mare. Té somnis premonitoris, i ell ja n'és conscient que cada vegada que orina el llit, el que ha somiat es complirà. Això li crea molts problemes i sempre intenta evitar que es faci realitat. És molt amic de Paula i Evelyn. Tot i que Evelyn el persegueix, ell acaba admetent que li agrada Paula. A l'última temporada s'assabenta que la seva mare es va morir i en el darrer episodi surt amb tota la gent de l'internat.
- Javier Holgado (Sergio Murillo): és company de classe de Paula, Evelyn i Lucas. Sempre està pensant en com molestar-los i contínuament és castigat. A les darreres temporades les seves aparicions són més freqüents. Sempre diu que és de Bilbao i que el seu pare té guardaespatlles. Es troba amb la seva mare a la sala d'infectats. A l'últim episodi es fa xicot d'Evelyn abans de sortir del Laguna Negra.

## Altres personatges
- Sandra Pazos (Yolanda Arestegui) (Temporades 2-7): és la mare de Marcos i Paula. De petita va viure a l'orfenat i era Irene Espí Lázaro, una de les quatre nenes superdotades, que als anuaris figurava com a morta quan en realitat havia estat donada en adopció a un dels nazis fugits de la Segona Guerra Mundial. És una còpia idèntica d'Eva Wulf, i de petita era idèntica a la seva filla Paula. Quan de gran es va assabentar de la veritat, va començar a investigar fins que en un viatge a una illa grega va ser segrestada. Passa uns mesos als passadissos, guardada per Camilo, amb el seu fill petit Samuel. Quan aconsegueix escapar, està un temps sota la protecció de Saúl fins que ja no és un lloc segur i arriba a l'internat. Passa un temps més segrestada als passadissos per tornar a estar atrapada per Camilo, fins que el seu germà, Héctor, la troba i la rescata. Finalment es torna a trobar amb els seus fills Marcos, Paula i Samuel.
- Pablo Fernández Campos (†) (Javier Iribarren) (Temporades 1-2): és el germà bessó d'Elsa. Va néixer amb una malformació que el va tenir amagat de tothom. Patia per grans mals de cap i quan va provocar la mort de la seva mare, va ser apartat a una cabana del bosc. Jacinta se n'havia encarregat d'ell i ningú volia acostar-se a ell perquè feia por. Només Irene Espí, i quan és adult, Paula, qui li diu "el gnomo". Elsa ho descobreix quan es queda embarassada. El busca i quan finalment el troba, té una caiguda i mentre ell la porta a coll, rep un tret que li provoca la mort.
- Joaquín Fernández (†) (Eduardo McGregor) (Temporades 1-5): és el pare d'Elsa. És un nazi fugit de la Segona Guerra Mundial. Era el director de l'antic orfenat i va tenir una relació amb Jacinta de la qual va néixer una filla, Verónica, a qui mai va reconèixer. Va participar en la venda il·legal de nens en adopció i també es descobreix que és l'assassí del pare de Fermín. En un intent d'atacar a Jacinta, Martín li clava un tornavís a l'esquena per defensar-la i mor. És enterrat al bosc i la seva filla el troba al cap d'un temps.
- Saúl Pérez Sabán (†) (Manuel de Blas): també conegut com "El viejo", és el cap superior de Fermín a les accions que porta a terme a l'internat. D'origen jueu, quan era nen va ser víctima d'experiments dels nazis en els camps de concentració juntament amb el pare de Fermín. Més endavant es barallen per una dona (la mare de Fermín). Té protegida a Sandra Pazos fins que és descobert. Intenta lluitar contra els nazis fins que mor infectat pel virus.
- Andrés Novoa (†) (Luis Mottola) (Temporades 3-6): és el marit de Sandra Pazos i el pare de Marcos i Paula. Desapareix misteriosament quan Sandra és segrestada i es desperta a una platja de Grècia temps després d'haver rebut un tret per part de Martín. Ha perdut la memòria i investigant aconsegueix tornar a Espanya, a la seva casa, però el seu sogre el troba i el segresta juntament amb la seva dona. Quan torna a recordar, Sandra descobreix que col·laborava amb Ottox. Mor assassinat quan aconsegueix trobar a Samuel per tornar-lo a la mare.
- Samuel Novoa Pazos (Temporades 2-7): és el fill de Sandra Pazos i germà petit de Marcos i Paula. Es troba segrestat durant la tercera temporada als passadissos amb la seva mare, on li fan un trasplantament de la seva germana i queda immunitzat del virus. Quan Sandra fuig, el deixa en una cistella que acaba en mans d'Elsa, que agafa gran estima al nen i el vol adoptar. Un dia al bosc li cau el carret a l'aigua i el donen per mort, però realment Fermín ho fa veure per poder-lo tornar a la seva mare. Quan Sandra escapa del segon segrest amb el nen, Alicia se l'emporta amb el cotxe i queda a l'internat cuidat per Jacinta fins que a l'últim episodi surt de l'internat i torna a estar amb la seva mare.
- Fernando Ugarte Roldán (†) (Adam Quintero) (Temporades 4-5): és el germà d'Amelia, fill d'un nazi desaparegut. Està infectat amb el virus i els d'Ottox li donen la medicació a canvi que Amelia col·labori amb ells. Durant una temporada està a l'internat per donar classes de dibuix. Proposa a Amelia fugir, però quan estan en un descampat, puja el cotxe i el fa caure per un precipici per poder deixar a la seva germana lliure del xantatge del Projecte Géminis.
- Santiago Pazos (†) (José Hervás) (Temporades 3-6): és Ritter Wulf un dels nazis escapats de la Segona Guerra Mundial, tot i que en més d'una ocasió es va fer passar per mort. Amb la seva identitat espanyola, adopta a Irene Espí, que és una còpia idèntica de la seva filla Eva Wulf. És el creador de tot el Projecte Géminis amb l'objectiu de curar a la seva filla Eva, que es va infectar amb el virus que estava experimentant i que posteriorment la va congelar fins que hi trobés una cura. Quan l'han trobat i està disposat a utilitzar a Paula per aquest experiment, la càmera de congelació es trenca i hi ha una explosió als passadissos on ell mor.
- Nicolás Garrido (Iñaki Font) (Temporades 6-7): és un tinent que s'encarrega de controlar l'internat quan està en quarantena. En un moment que entra en contacte amb els malalts es veu obligat a quedar-se dins La Laguna Negra. Intenta ajudar a trobar les medicines, però realment ha entrat com a infiltrat per evitar que hi arribin a elles. Intenta quedar com a bo davant d'Elsa, però col·labora amb Ottox a canvi d'aconseguir un altre fill que sigui una còpia exacta del que se li va morir. No arriba a saber que l'havien fecundat a Amelia i l'havia perdut. Durant la fugida, és descobert; després de matar a Fermín és detingut.
- Coronel Araujo (Joan Massotkleiner) (Temporades 6-7): és el militar que controla que tot vagi correctament mentre l'internat està en quarantena. Es comunica contínuament amb Elsa per informar de tot el que s'està portant a terme per curar els malalts, fins que es descobreix que és Karl Fleischer, un dels nazis més buscats de la Segona Guerra Mundial. Els intents per evitar que la màquina es construeixi fracassen i a l'últim episodi Rebeca el deté per cometre crims contra la humanitat.
- Curro (†) (Eduardo Mayo) (Temporades 6-7): arriba a l'internat per quedar-se a la sala d'infectats pel virus, però ell assegura que està buscant una alumna, que resulta ser Amaia. Vol venjar-se d'ella perquè va declarar en un judici que era un violador del barri després que la intentés atacar. La té amenaçada quan surt de la sala, fins que en un intent d'escapar trepitja una mina antipersona i li esclata.
- Max Levov (†) (Santi Pons) (Temporades 6-7): és un misteriós home amb una cicatriu a la cara, que apareix en els somnis de Marcos i els seus amics, assegurant que sap qui va matar a Carolina. El troben malferit als passadissos després de l'esfondrament, on a més diu que Héctor segueix viu. Quan Iván descobreix que és l'única persona que pot ajudar a fabricar una màquina de radiacions per curar del virus, el van a buscar perquè pugui fabricar-la, però és segrestat pels militars. Fermín i Rebeca aconsegueixen alliberar-lo i portar-lo a l'internat per acabar la màquina. Abans de posar-la en funcionament, Amaia li posa una injecció letal que el mata, però Ivan té la clau per activar la màquina que Max li va dir en somnis, i aconsegueixen que tot el personal del Laguna Negra es curi del virus.
- Soldat Torres (Bernabé Fernández) (Temporada 7): està vigilant en el perímetre de control del Laguna Negra, però entra a l'internat perquè es pensa que han segrestat altres militars i ja no hi pot sortir per perill d'haver-se infectat. Ajuda a sortir tot el personal a l'últim episodi, a més de fer-se molt bon amic de Vicki.